# Præsidentvalget i USA 1820
Præsidentvalget i USA 1820 var det niende præsidentvalg i USA, der blev afholdt fra onsdag den 1. november til onsdag den 6. december 1820. Da præsidentvalget fandt sted på højden af "Æraen med Gode Følelser" (engelsk: Era of Good Feelings), fik den siddende demokratisk-republikanske præsident James Monroe genvalg uden større modstand. Det var det tredje og seneste præsidentvalg i USA, hvor en præsidentkandidat reelt opstillede uden modstand (de andre var i 1789 og 1792). Dette er samtidig det seneste præsidentvalg (pr. 2023), hvor en siddende præsident som blev genvalgt, hverken var fra det demokratiske eller republikanske parti. Dette var inden det demokratisk-republikanske parti delte sig i separate partier.
Monroe og vicepræsident Daniel D. Tompkins mødte ingen modstand fra andre demokratisk-republikanere i deres søgen efter en anden periode. Føderalistpartiet havde opstillet en præsidentkandidat ved hvert valg siden 1796, men partiets – i forvejen – aftagende popularitet var faldet yderligere i forbindelse med den britisk-amerikanske krig i 1812. Selvom føderalisterne var i stand til at opstille en vicepræsidentkandidat, formåede de ikke at opstille en præsidentkandidat, hvilket efterlod Monroe uden en organiseret opposition.

Monroe vandt alle stater og modtog alle valgmandsstemmer undtagen én. Udenrigsminister John Quincy Adams modtog den eneste anden valgmandsstemme, som kom fra den troløse valgmand, William Plumer. Ni forskellige føderalister modtog valgmandsstemmer som vicepræsident, men Tompkins vandt genvalg med stor margin. Ingen anden præsidentkandidat – efter vedtagelsen af det tolvte ændringsforslag til forfatningen – har matchet Monroes andel af valgmandsstemmerne. Monroe og George Washington er fortsat de eneste præsidentkandidater til at opstille uden nogen større opposition. Monroes sejr var den sidste af seks sejre i træk af virginianere ved præsidentvalget (Jefferson to gange, Madison to gange og Monroe to gange). Dette var det sidste præsidentvalg, hvor en både præsident og vicepræsident blev genvalgt, indtil Woodrow Wilsons og Thomas R. Marshalls begge blev genvalgt i 1916.

## Eksterne links
- Præsidentvalg i 1816 og 1820: En ressourcevejledning fra Library of Congress
- A New Nation Votes: American Election Returns, 1787-1825
- Valg af 1820 i Counting the Votes Arkiveret 2. oktober 2019 hos  Wayback Machine